# Ranunculus yunnanensis
Ranunculus yunnanensis är en ranunkelväxtart som beskrevs av Adrien René Franchet. Ranunculus yunnanensis ingår i släktet ranunkler, och familjen ranunkelväxter. Inga underarter finns listade i Catalogue of Life.